# نيكولاس دياز
نيكولاس دياز (بالإسبانية: Nicolás Díaz)‏ هو طبيب وسياسي تشيلي، ولد في 10 أغسطس 1929 في رانكاغوا في تشيلي. حزبياً، نشط في الحزب الديمقراطي المسيحي (تشيلي). وقد انتخب عضو مجلس الشيوخ من شيلي.